# Беляшка
Беля́шка — озеро в Гродненском районе Гродненской области Белоруссии. Относится к бассейну реки Пыранка.

## Гидрография
Озеро Беляшка находится в 29 км на северо-восток от города Гродно, возле деревни Новая Руда.
Площадь озера составляет 0,33 км², длина — 0,88 км, наибольшая ширина — 0,44 км, длина береговой линии — 1,65 км. Максимальная глубина — 2,1 м, средняя — 1,16 м. Объём воды — 0,38 млн м³. Берега высокие, местами заросшие кустарником.
Через озеро протекает река Соломянка, выше и ниже по течению которой располагаются озёра Дервениское и Став.

## Охрана природы
Озеро входит в состав республиканского ландшафтного заказника Озёры.